# The State of the Tenor – Live at the Village Vanguard
The State of the Tenor – Live at the Village Vanguard ist ein Jazz-Album von Joe Henderson, das am 14., 15. und 16. November 1985 aufgenommen und im folgenden Jahr bei Blue Note Records veröffentlicht wurde.

## Das Album
Das Album The State of the Tenor – Live at the Village Vanguard zählt inzwischen zu den klassischen Aufnahmen des „neuen“ Blue Note-Label der Ära nach Alfred Lion und eines des Modern Jazz der 1980er Jahre.
Bei einem Quartett-Auftritt des Saxophonisten Anfang der 1980er Jahre im New Yorker Village Vanguard hatte Stanley Crouch die Idee, den Pianisten wegzulassen und Joe Henderson in Triobesetzung mit Ron Carter und Al Foster zu präsentieren, wie dies Hendersons großes Vorbild Sonny Rollins 28 Jahre zuvor realisiert hatte, ebenfalls im Village Vanguard und auf Blue Note veröffentlicht. Crouch trug die Idee dem damaligen Labelchef Bruce Lundvall vor, der einwilligte. Crouch und der Co-Produzent Michael Cuscuna wählten für die Sessions Songs aus, die zu Joe Hendersons Trio passen würden, ihnen aber nicht zu vertraut sein sollten, um die musikalische Spannung zu erhöhen. Aus den Live-Auftritten sollten schließlich zwei Alben produziert werden, dessen Songmaterial von Ellington, Charlie Parker (Cheryl), über drei eher selten gespielte Monk-Titel, Mingus (Portrait) bis Sam Rivers’ Komposition Beatrice reichte. Hinzu kamen Standards des American Songbook wie der Klassiker All the Things You Are oder Stella by Starlight sowie drei Eigenkompositionen von Ron Carter (Loose Change) und Henderson wie Isotope, das er bereits in seinen Milestone Jahren um 1970 aufgenommen hatte. Seine eher selten gespielte Komposition Y Ya La Quiero hatte er bereits 1978 in Triobesetzung in München für Enja eingespielt, während The Bead Game eine neue Komposition war. Die ausgewählten Stücke wurden passend für die „spartanische“ (Cuscuna) Triobesetzung transkribiert.

## Die Titel
CD 1
1. Beatrice (Sam Rivers) 5:37
2. Friday the Thirteenth (Thelonious Monk) 8:07
3. Happy Reunion (Duke Ellington) 8:23
4. Loose Change (Ron Carter) 6:54
5. Ask Me Now (Monk) 5:53
6. Isotope (Joe Henderson) 9:15
7. Stella by Starlight (Victor Young/Ned Washington) 10:06

CD 2
1. Boo Boo’s Birthday (Monk) 7:08
2. Cheryl (Charlie Parker) 7:28
3. Y Ya La Quiero (Henderson) 6:27
4. Soulville (Horace Silver) 5:27
5. Portrait (Mingus) 6:53
6. The Bead Game (Henderson) 9:32
7. All the Things You Are (Jerome Kern/Oscar Hammerstein) 8:43

## Editorische Notiz
Die Aufnahmen erschienen zunächst als zwei einzelne LPs (Vol. 1 BT 85123 und Vol. 2 BT 85123) bzw. CDs (Vol. 1 B2-46296 und Vol. 2 B2-46426); 1994 erschien das Album in Form einer Doppel-CD (CDP 7243 682887928). 

## Wirkungsgeschichte
Der Blue Note-Gründer Alfred Lion sagte, nachdem er das erste Album nach seinem Erscheinen gehört hatte: „Ich denke, das ist wirklich ein klassisches Album. Was Joe da spielt ist unglaublich. Mit, Ron, das ist also the state of the bass. Das ist eines der wichtigsten Alben, die ich je gehört habe. Es ist definitiv eines der besten, die je für Blue Note gemacht wurden; und ich meinte damit nicht das neue Blue Note-(Label). Es ist eines der besten, einschließlich all der Platten, die wir in den Fünfzigern und Sechzigern auf unserem Label aufgenommen haben“.
Richard Cook und Brian Morton zeichnen in ihrem Penguin Guide to Jazz das Album mit der Höchstnote von vier Sternen aus.